# Axiocerses pyroeis
Axiocerses pyroeis är en fjärilsart som beskrevs av Henry Trimen 1864. Axiocerses pyroeis ingår i släktet Axiocerses och familjen juvelvingar. Inga underarter finns listade i Catalogue of Life.